# Voyage (canal de televisão)
Voyage foi um canal de televisão francês dedicado à lazer e turismo, de propriedade da Fox Networks Group desde 2004. Sua sede ocupava o antigo escritório do canal La Cinq, no 241 Boulevard Pereire em Paris.

## História
O canal foi lançado pelo provedor Canal Satellite em 31 de maio de 1996. Em maio de 1997, foi adquirido pela Pathé, que o vendeu em 2004 para a Fox Networks Group. Após a aquisição da Fox Networks Group pela Disney, o canal encerrou suas transmissões em 31 de dezembro de 2020.